# Wiener Neustädter Grundlinie

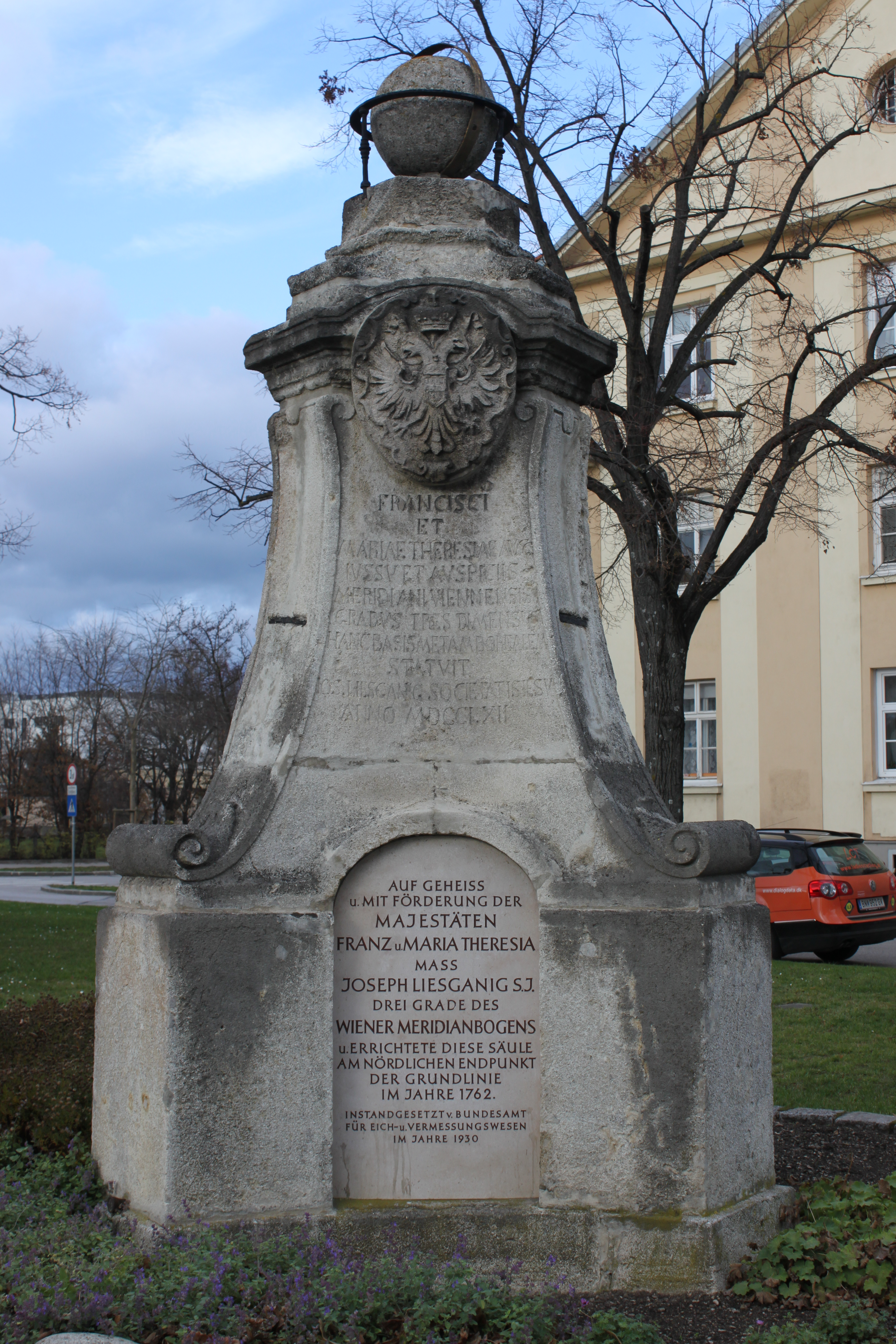
1. Basis-Endpunkt Nord in Wiener Neustadt (Liesganigstein)

Die Wiener Neustädter Grundlinie war eine Basislinie für die österreichische Landesvermessung im flachen Steinfeld zwischen den Städten Wiener Neustadt und Neunkirchen in Niederösterreich. Durch die Translozierungen (Versetzungen an andere Orte) des ersten und des zweiten Basis-Endpunkts Nord sind die Entfernungen mit 6410 und 5000 Klafter (entsprechend rund 12,15 bzw. 9,48 km) nur noch annähernd feststellbar.
Noch auf heutigen Straßenkarten spiegelt sich die Basislinie wider: Die rund 15 km lange Neunkirchner Allee von Wiener Neustadt Richtung Südwest bis Neunkirchen ist das längste geradlinige Straßenstück Österreichs. Errichtet wurde die Straße in jener Schneise, die zum Visieren und Errichten der Basislinie in den Föhrenwald geschlagen wurde.

## 1. Messung, 1762

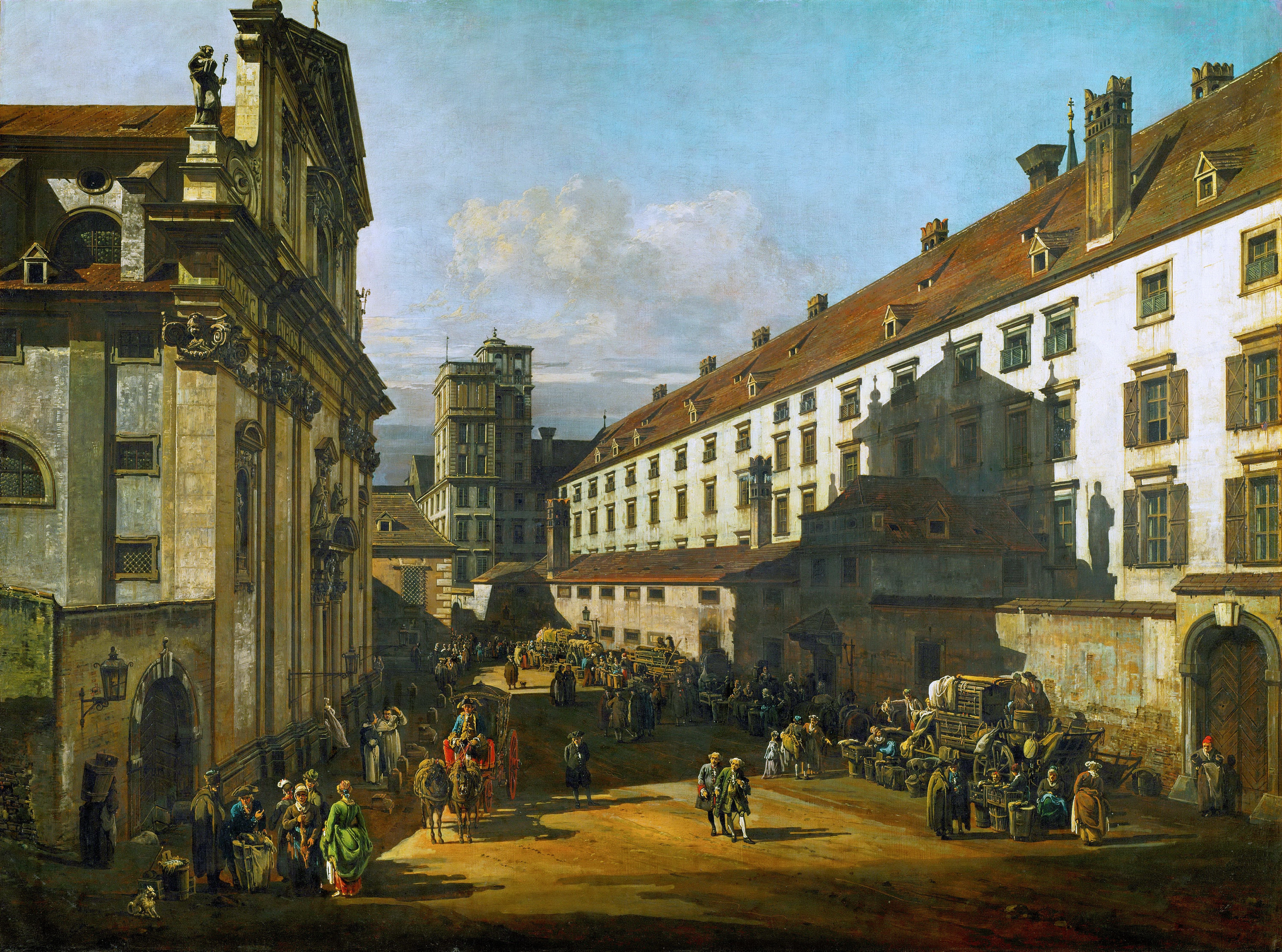
Rechts das Jesuitenkloster samt Stöcklgebäude und Sternwarteturm, Gemälde von Bernardo Bellotto, um 1760

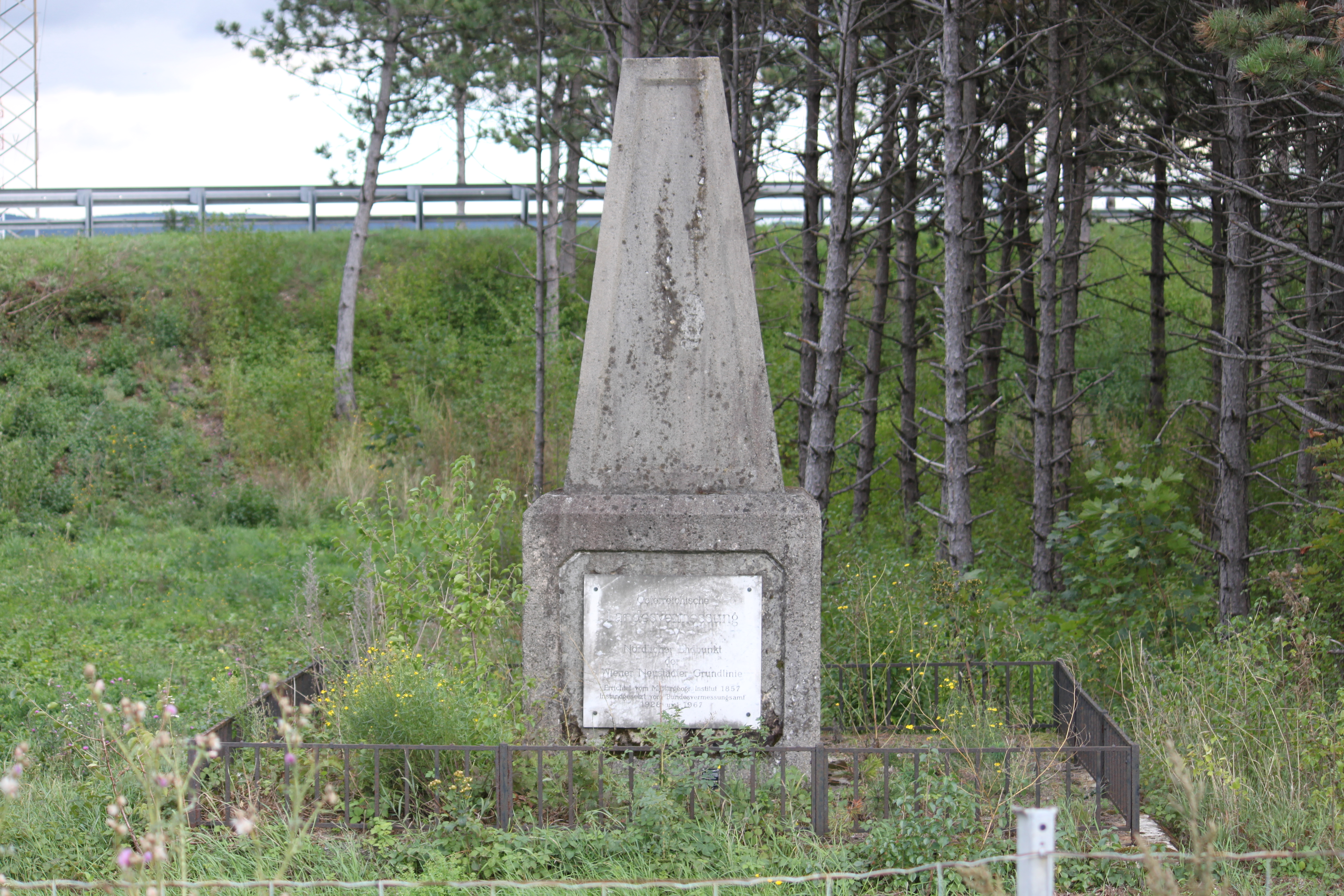
2. Basis-Endpunkt Nord in Wiener Neustadt

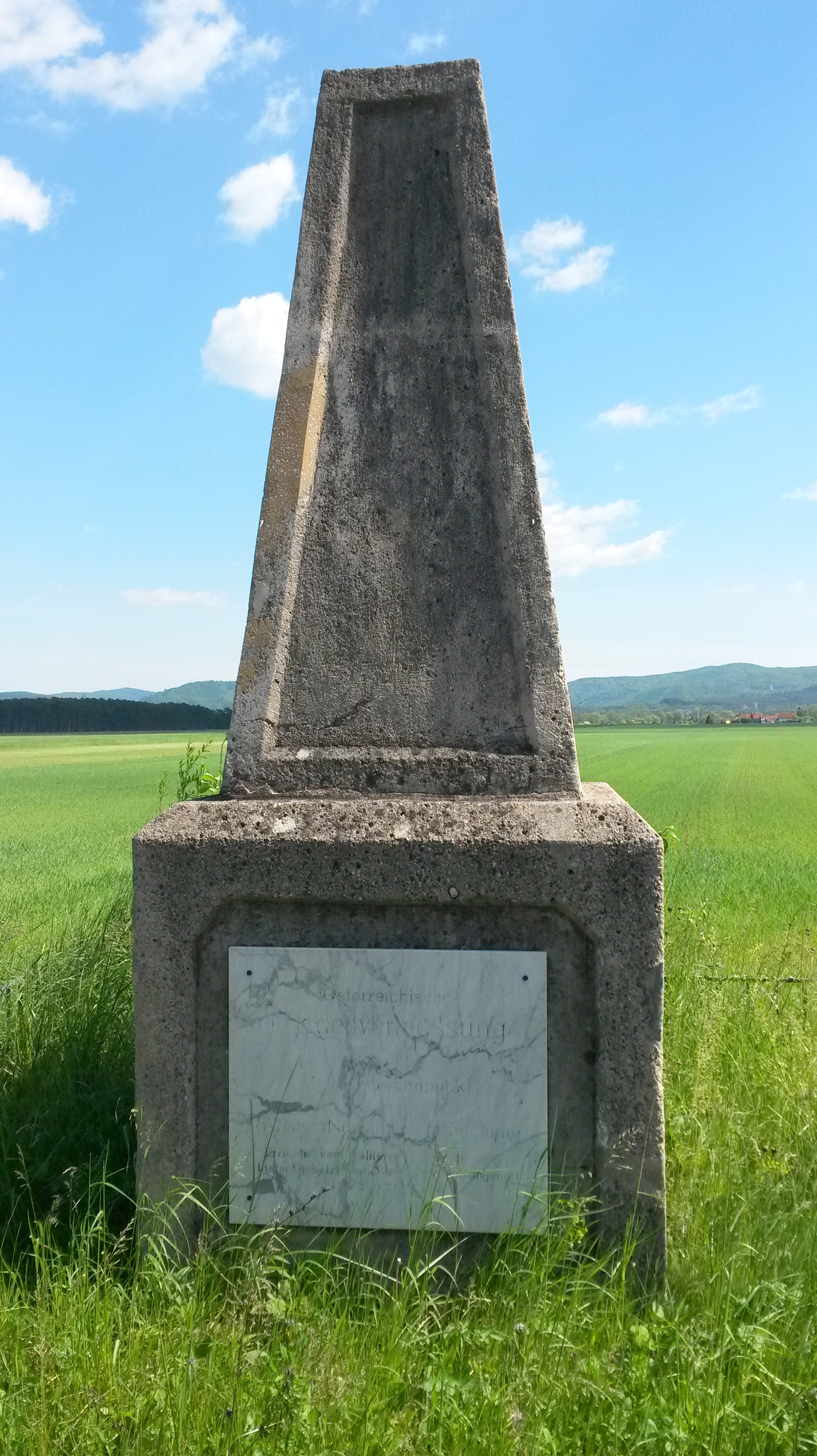
Basis-Endpunkt Süd in Neunkirchen

1759 beauftragte die Kaiserin Maria Theresia (1717–1780) den Jesuitenpater und Astronomen Joseph Liesganig (1719–1799) mit der Triangulierung der österr.-ungarischen Monarchie für die Josephinische Landesaufnahme. Er sollte die Länge des Meridianbogens zwischen den beiden Städten Brünn und Varaždin, deren Winkeldifferenz in der geographischen Breite durch astronomische Messungen bekannt war, bestimmen und damit einen Beitrag zur Bestimmung der Erdfigur und der Abplattung an den Polen leisten. Um die Länge des Meridianbogens zwischen den beiden Endpunkten bestimmen zu können, wurde eine Dreieckskette zwischen Brünn und Varaždin angelegt. Zur Bestimmung des Maßstabes in den Dreiecken war es notwendig, die Länge zumindest einer Dreiecksseite zu kennen. Liesganig begann 1762 im flachen Steinfeld von Niederösterreich die notwendige Basismessung, die Wiener Neustädter Grundlinie. Liesganig verwendete bei der Messung vier Stück je sechs Wiener Klafter (also rund 11,4 Meter) lange hölzerne Messstangen. Durch Aneinanderreihen dieser Messstangen wurde eine Länge von circa zwölf Kilometer gemessen. Um möglichst trockenes Holz zu verwenden, entnahm Liesganig dasselbe der Dachkonstruktion seines Ordenshauses in der Postgasse in Wien Innere Stadt und versah die Stangen mit einem dreimaligen Ölfarbenanstrich und Endbeschlägen aus Messing. Eine fünfte Stange wurde als Komparator (Normal) für die Messstangen verwendet. Eigens errichtete Hütten dienten als Schutz der Stangen vor Regen. Die Linie verlief von Wiener Neustadt bis Neunkirchen und liegt heute parallel zur später errichteten schnurgeraden Neunkirchner Allee.
Das Monument des nördlichen Endpunktes dieser Grundlinie in Wiener Neustadt, das 1954 aus Verkehrsrücksichten in eine Grünanlage versetzt wurde, ist als Denkmal (Liesganigstein) erhalten. Ein zweites nördliches Denkmal wurde 1857 vom K.u.k. Militärgeographischen Institut errichtet und in den Jahren 1928 und 1967 vom Bundesamt für Eich- und Vermessungswesen instand gesetzt. Der südliche Endpunkt der Basismessung bei Neunkirchen war bis 1856 mit einer Gedenksäule bezeichnet, welche dann entfernt und durch eine steinerne Pyramide ersetzt wurde, die dem ursprünglichen Aussehen des geodätischen Festpunkts nahekommen dürfte. Die Wiener Neustädter Grundlinie hat also drei Denkmäler, zwei in Wiener Neustadt und ein Denkmal in Neunkirchen.
Liesganig vermaß 1763 eine weitere Basis im Marchfeld. Über ein Basisentwicklungsnetz wurde die Länge der Basis auf die benachbarten Dreiecksseiten durch Winkelmessungen übertragen. Damit konnten weitere Punkte über Dreiecke angeschlossen werden. Zur Lagerung des Netzes wurde eine astronomische Ortsbestimmung, die Messung der geographischen Breite und Länge der Sternwarte des Jesuitenkollegiums im Komplex der Alten Universität in der Postgasse in Wien, vorgenommen. Die Orientierung des Netzes erfolgte über die Messung des astronomischen Azimuts zum Leopoldsberg.

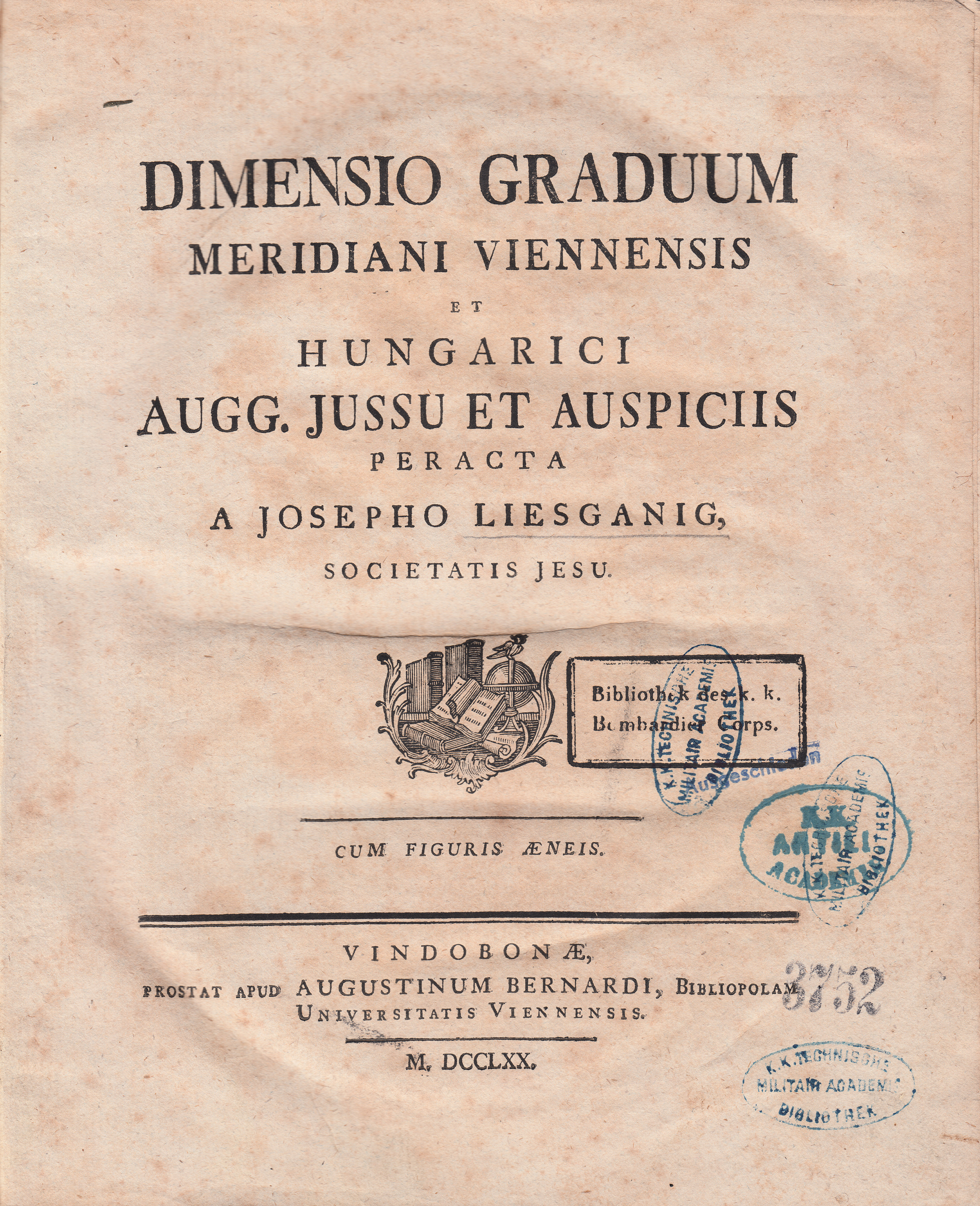
Titelblatt des Buches von Liesganig, 1770
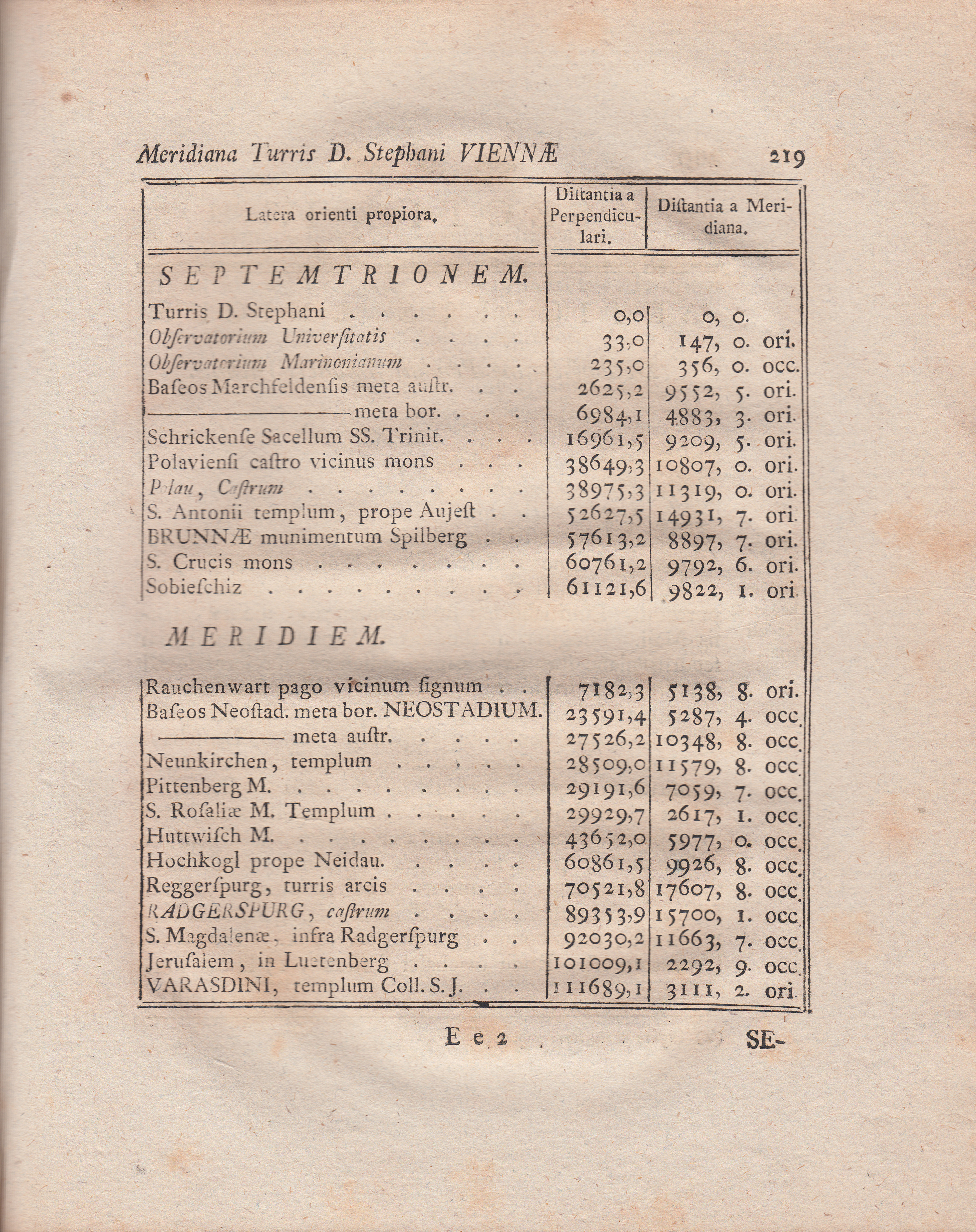
Ergebnisse der Ortsbestimmung
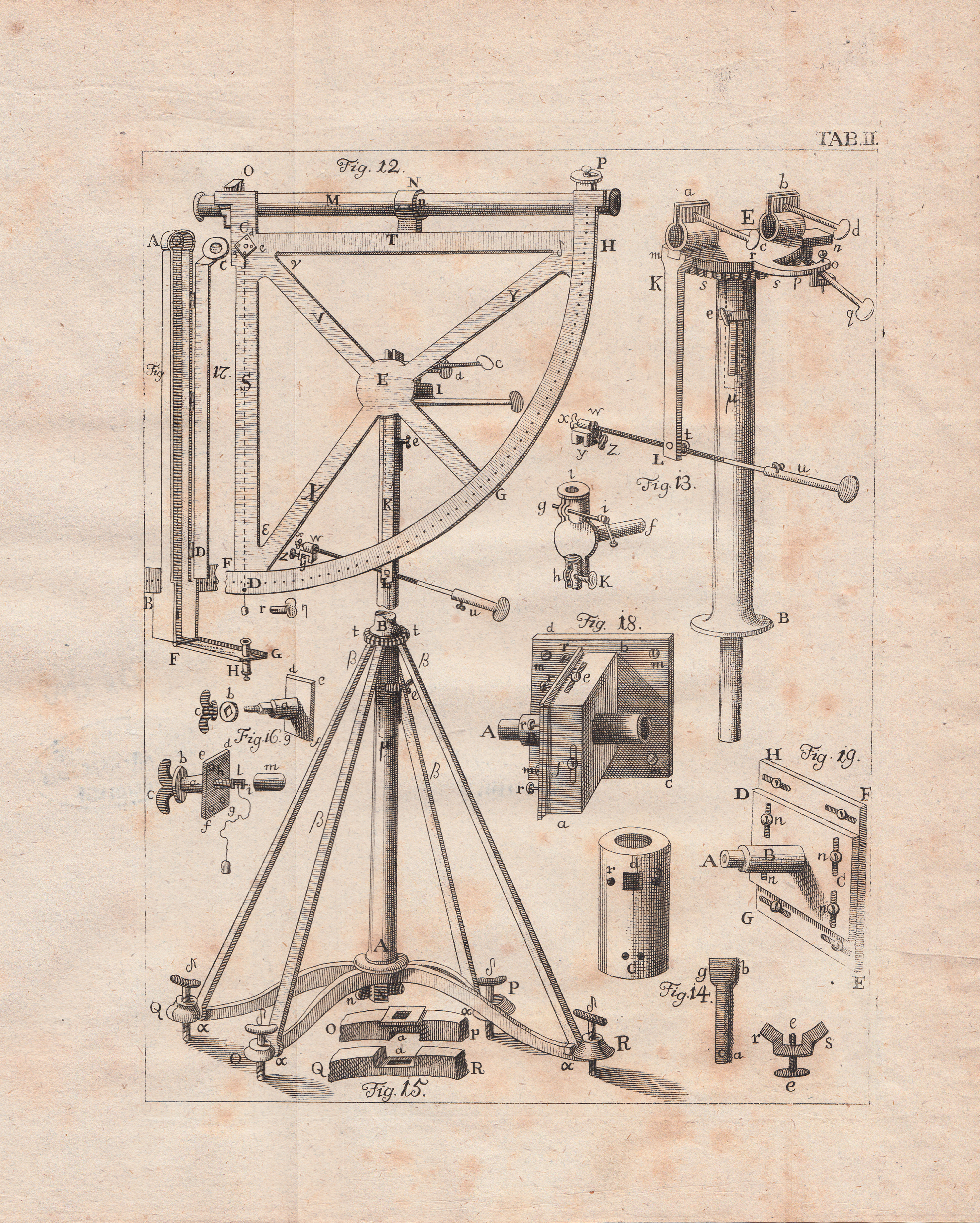
Instrumente für die Vermessung
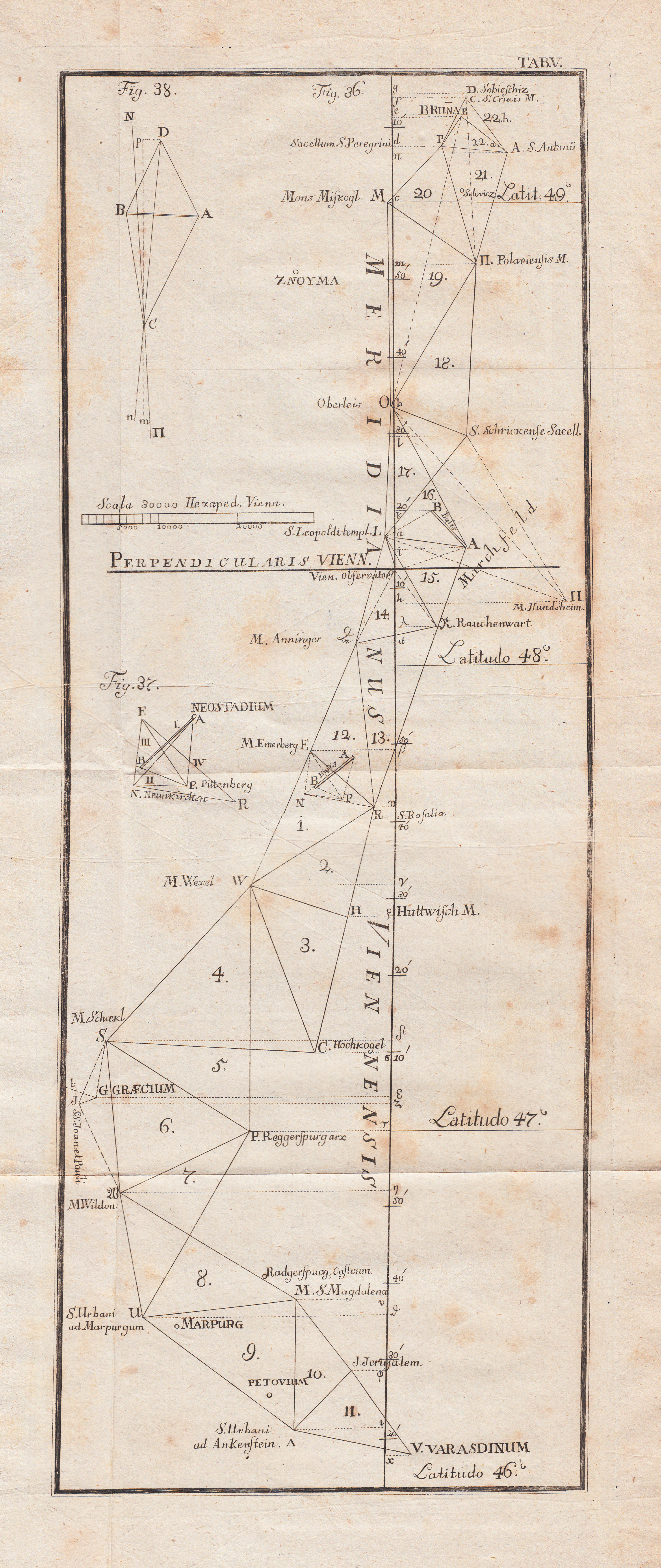
Triangulation (in der Bildmitte die Grundlinie)

## Österreichische Landesaufnahmen
Im Siebenjährigen Krieg (1756–1763) hatte sich das Fehlen von verlässlichen Karten als militärischer Nachteil erwiesen. Nachdem die Kaiserin Maria Theresia vorher die Genehmigung erteilt hatte, ergingen am 13. Mai 1764 vom Hofkriegsrat die entsprechenden Befehle für die 1. Landesaufnahme. Die 1. Landesaufnahme (1764–1787) war eine Erstlingsarbeit. Die für die Messtischaufnahmen der einzelnen Kartenblätter benötigten Standpunkte wurden ohne einheitliche geodätische Grundlagen erstellt. Die 1. Landesaufnahme erfolgte ohne einheitliches Dreiecksnetz, bestand nur aus Teilnetzen, ohne Zusammenhang, mit Hilfe der Bussole. Von den Teilbereichen machte man eine graphische Triangulierung mittels Messtisch vom Kleinen ins Große, statt umgekehrt.
Für ein umfassendes einheitliches Kartenwerk ordnete Kaiser Franz II. die 2. Landesaufnahme (1806–1869) an. Es wurde mit einer Triangulierung zur Schaffung von Punkten in einem einheitlichen System begonnen. Mit den Arbeiten wurde das Astronomisch-trigonometrische Departement im Generalquartiermeisterstab beauftragt. Neben dem Mappierungs-Corps und der Topographischen Anstalt wurde auch eine Triangulierungs-Direktion unter der Leitung von Oberst Franz Xaver Richter von Binnenthal (1768–1840) und später mit Oberst Ludwig August von Fallon (1776–1828) eingerichtet. Die dabei angesetzte 1. Militärtriangulierung (1806–1839) war jedoch wiederum nur ein erster Versuch, weil das vorhandene Instrumentarium und das eingesetzte Verfahren nicht die erwartete Genauigkeit erbrachten. Bei der 2. Militärtriangulierung (1839–1863) wurde deshalb ein neuer Anfang mit genaueren Vermessungsinstrumenten gemacht.
Die Mitteleuropäische Gradmessung (1863–1901) führte zu einer bedeutenden Ausweitung der Arbeiten und zu einer regen internationalen Zusammenarbeit. Nach dem Weltkrieg (1914–1918) wurde das Gradmessungsnetz der Mitteleuropäischen Gradmessung bei der Neutriangulierung (1910–1958) übernommen, neu gestaltet und weiter verdichtet.

## 2. Messung, 1806
Die Basis bei Wiener Neustadt wurde bei den 1806 beginnenden Triangulierungsarbeiten der 1. Militärtriangulierung mit der von Liesganig bestimmten Länge unverändert übernommen. Zwei weitere Basislinien wurden bei der Stadt Wels in Oberösterreich und bei Raab/Győr vermessen. Diese Messungen wurden mit einem vom Wiener Mechaniker Sadtler angefertigten Basismessapparat vorgenommen. Mit den besten damals verfügbaren Instrumenten wurde eine Dreieckskette von Salzburg bis
Suczawa in der Bukowina in Ost-West und zwei Dreiecksketten in Nord-Süd durch den Wiener und den Tokayer (Ungarn) Meridian gemessen. An mehreren Stellen des Netzes wurden auch astronomische Messungen getätigt, um die geodätischen Arbeiten hinsichtlich Lagerung und Orientierung zu überprüfen. Durch die Koalitionskriege (1792–1815) war Österreich ab 1792 als Bündnispartner betroffen. Die Arbeiten waren dadurch sehr beeinträchtigt und die Messungen gingen nur sehr schleppend voran, da die zu den Arbeiten vorgesehenen Offiziere Kriegsdienst leisten mussten. 1806 wurde von Napoleon eine Wirtschaftsblockade über die britischen Inseln (Kontinentalsperre) verfügt, die bis 1814 in Kraft blieb, wodurch dringend benötigte ausgezeichnete britische Messinstrumente, z. B. von der Firma Troughton, nicht eingeführt werden durften.
Im Jahr 1828, mit dem Tod von Generalmajor August von Fallon, dem Leiter der Triangulierungsdirektion, kam es zu einem Stillstand der Arbeiten der 1. Militärtriangulierung.

## 3. Messung, 1857
1839, nach der Vereinigung der topographischen Anstalten von Mailand und Wien zum Militärgeographischen Institut, begannen unter der Leitung von Generalmajor Campana Ritter von Splügenberg (1776–1841) die Arbeiten zur 2. Militärtriangulierung. Nachdem die älteren Arbeiten als mangelhaft angesehen wurden, kam es zu einer Neumessung und Neugestaltung des Netzes 1. Ordnung. Es wurden sechs Basislinien, 1851 die Basis bei Hall in Tirol und 1857 die verkürzte Basis bei Wiener Neustadt und zehn astronomische Orientierungen gemessen: 1851 am Lanserkopf bei Innsbruck, 1852 am Kummenberg in Vorarlberg, 1857 in Innsbruck, 1859 in Klagenfurt. Neben den Triangulierungsarbeiten in Tirol und Vorarlberg und von Klagenfurt bis Fiume wurden vor allem Arbeiten außerhalb Österreichs im Kirchenstaat und in der Toskana, in Siebenbürgen und Ungarn und die Verbindungstriangulierung von Österreich nach Russland durchgeführt; siehe dazu auch den Struve-Bogen (1816–1852), welcher von Wilhelm von Struve (1793–1864) und Carl Tenner (1783–1859) mit einer doppelten Dreieckskette vermessen wurde. Die 2. Militärtriangulierung wurde nicht abgeschlossen, da ab 1862 im Zusammenhang mit den Gradmessungsarbeiten im Rahmen der Mitteleuropäischen Gradmessung wesentlich strengere Richtlinien und Genauigkeitsanforderungen geschaffen wurden.
Die Basislinie bei Wiener Neustadt, von Liesganig mit 6410 Wiener Klafter festgesetzt, wurde 1857 vermutlich auf 5000 Wiener Klafter verkürzt, weil durch die städtische Bebauung die Sichtverbindung von und nach Osten beim ersten Basisendpunkt Nord-Liesganigstein verstellt war. Es wurde daher ein zweiter Basisendpunkt Nord mit einer verkürzten Basis festgelegt. Dieser zweite Basisendpunkt Nord an der Wiener Neustädter Straße B 17 nördlich vom Knoten Wiener Neustadt (Süd Autobahn A 2 zur Mattersburger Schnellstraße S 4) wurde bei der Errichtung der Autobahn im 20. Jahrhundert versetzt bzw. verschoben. Der Basisendpunkt Süd in Neunkirchen blieb erhalten und befindet sich noch an der ursprünglichen, von Liesganig festgelegten Stelle.